# دنيس بيرد
دنيس بيرد (بالإنجليزية: Dennis Byrd)‏ هو لاعب كرة قدم أمريكية أمريكي، ولد في 5 أكتوبر 1966 في أوكلاهوما سيتي في الولايات المتحدة، وتوفي في 15 أكتوبر 2016 في كلارمور في الولايات المتحدة.

## وصلات خارجية
- دنيس بيرد على موقع مرجع كرة القدم المحترفة.كوم (الإنجليزية)